# Ratpenat nasofoliat de l'Himàlaia
El ratpenat nasofoliat de l'Himàlaia (Hipposideros armiger) és una espècie de ratpenat de la família dels hiposidèrids. Viu a Cambodja, la Xina, Hong Kong, l'Índia, Laos, Malàisia, Myanmar, Nepal, Taiwan, Tailàndia i el Vietnam. El seu hàbitat natural són boscos montans i bambú. L'amenaça significativa per a la supervivència d'aquesta espècie és la desforestació, en general com a resultat de les operacions de tala i la conversió de terres per a fins agrícoles, de les activitats mineres, i l'alteració de llocs de descans en les coves.